# 拉萨拉城堡

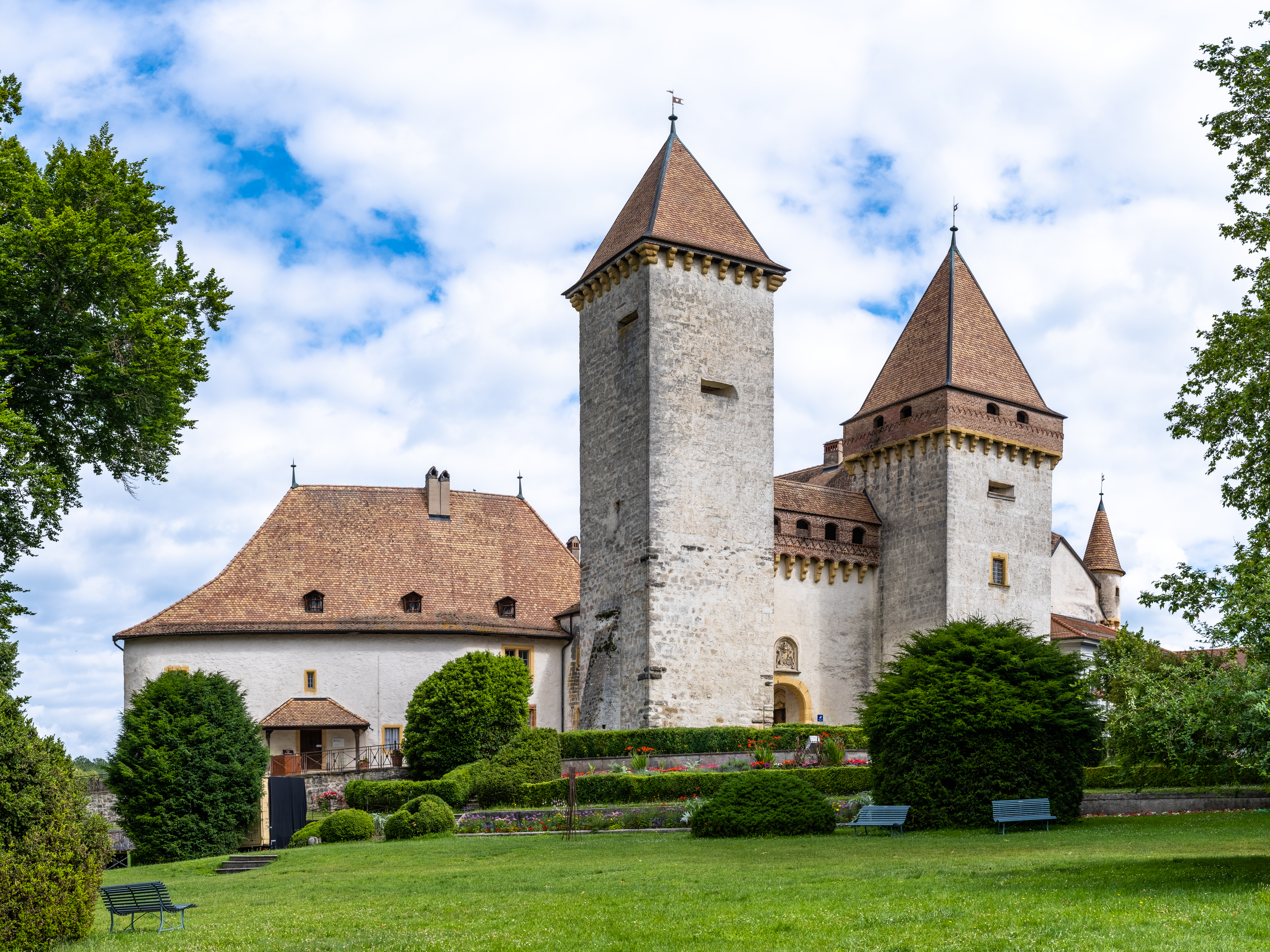
拉萨拉城堡

46°39′37″N 6°30′51″E / 46.660397°N 6.514122°E
拉萨拉城堡（法語：Château de de La Sarraz）是位于瑞士沃州拉萨拉的一座城堡，位于日内瓦湖以北。

## 历史
拉萨拉城堡建于西元11世纪，属于当地的贵族拉萨拉家族。1920年起，城堡归于拉萨拉城堡之友协会所有。1922年，城堡成为一座博物馆，向游人开放。